# Patara
Patara (grec ancien : Πάταρα), francisé en Patare, est un antique port de Lycie, comblé depuis par la vase et réduit aujourd'hui à l'état de marais. C'est une des plus importantes et des plus anciennes cités de Lycie ; elle bénéficiait d’un triple droit de vote dans la confédération Lycienne.

## Histoire
Patara est déjà connue par les Hittites sous le nom de Patar. Selon la légende, la cité aurait été fondée par le fils d'Apollon, Pataros et une nymphe. Elle serait aussi le lieu de naissance d’Apollon. La ville était célèbre pour son Oracle d'Apollon qui s'y tenait durant les six mois d'hiver (les six autres mois il était à Délos).
Durant la période hellénistique, le port de Patara a été utilisé comme base navale, en -315 par le roi de Macédoine Antigonos Monophtalmos (-384/-301). Puis par les Ptolémées, qui sous leur occupation rebaptisèrent la ville Arsinoé, puis en -190 par le Roi Séleucide Antiochos III (-223/-187). Par la suite, elle devient le siège des gouverneurs romains qui y fixent la flotte qui établissait les transactions avec les provinces de l’Est.
Durant cette période, la cité devient la capitale des provinces romaines de Lycie et de Pamphylie. Le port sert aussi de réserve pour les produits agricoles en attente d'expédition vers Rome. C'est à Patara que saint Paul se serait embarqué pour la Phénicie et saint Nicolas y serait né.
Il demeure aujourd'hui de l'antique cité quelques monuments qui ont été sauvés des sables, notamment :
- La Nécropole contenant des sarcophages Lyciens et des tombeaux Romains,
- L'arc de triomphe,
- Une porte monumentale qui était l’entrée de la cité et qui fut construit en 100 Ap. J.-C. par le gouverneur Romain Mettius Modestus,
- Le Théâtre qui est construit en 147 Ap. J.-C.,
- L'Ecclesterium qui était le plus grand bâtiment administratif d'Asie Mineure,
- Un temple corinthien entouré par les remparts de la forteresse byzantine etc.
- Un grenier, encore bien conservé en élévation, datant du règne d'Hadrien, probablement au moment de son passage dans la ville [1].

Un grand buste d'Apollon a été découvert sur la colline voisine de la Ville, ce qui indique l’existence d’un Temple d'Apollon à cet endroit, mais qui n’a pas encore pu être localisé précisément.

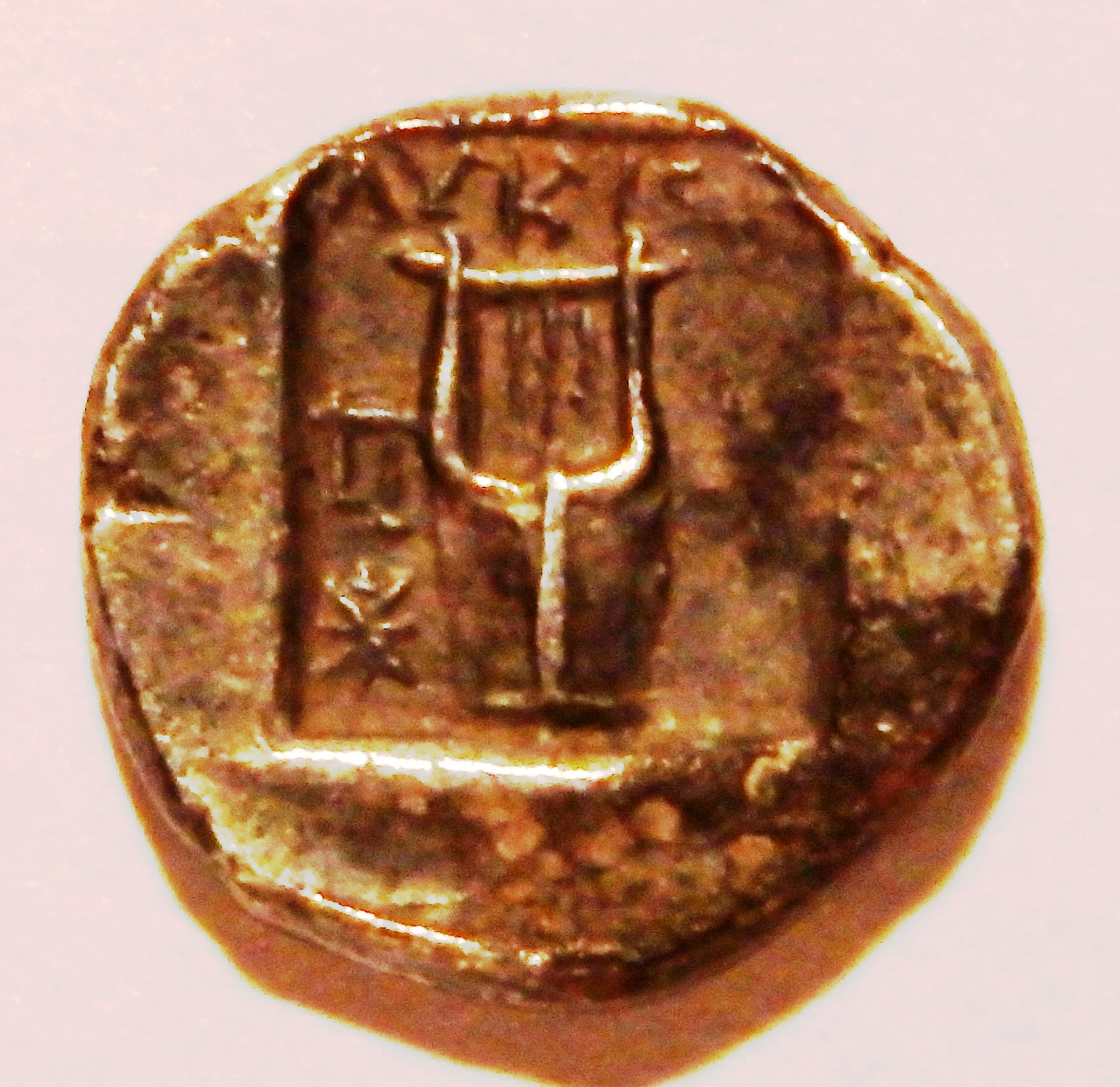
Drachme de Patara avec une lyre, vers 167-110 av. J.-C.

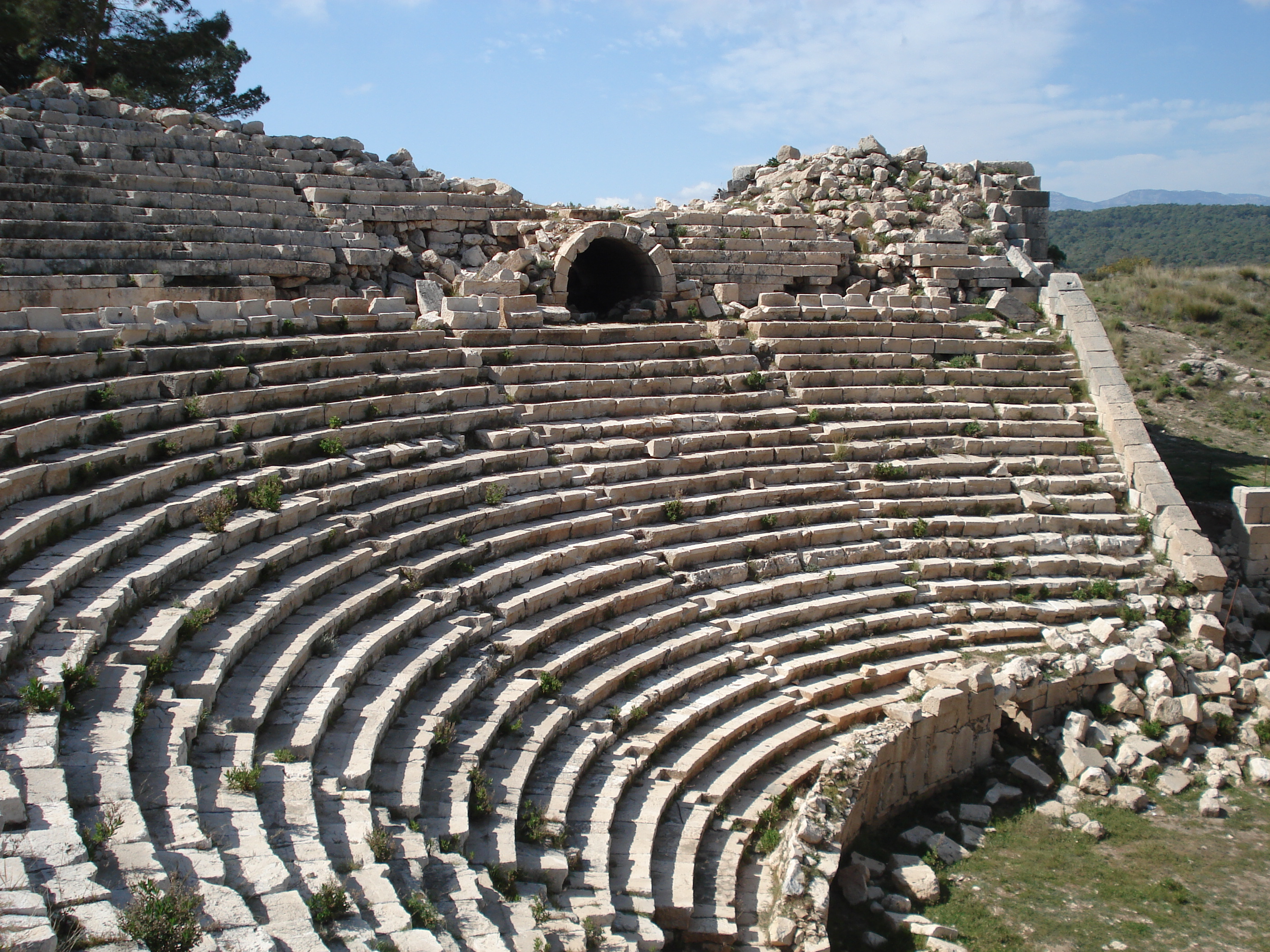
Théâtre romain de Patara

## Exploration
À la fin du XVIIIe siècle, des voyageurs ont redécouvert la Lycie, dont les ruines de Patara : Marie-Gabriel-Florent-Auguste de Choiseul-Gouffier serait en 1776 le premier savant occidental à avoir visité le site.
Puis Charles Texier est venu en 1836 à Patara. Il a décrit le théâtre, la porte de Stadttor des Mettius Modestus, le "temple corinthien" et les tombes. Ses illustrations sont richement décorées. 
Des fouilles systématiques ont commencé en 1988 sous la direction de Fahri Işık. Depuis 2009, Havva İşkan, de l' Université Akdeniz d'Antalya, est responsable des fouilles. En 2013, a été fêté le 25e anniversaire des fouilles.

## Personnalités liées à cette ville
- Saint Méthode
- Saint Nicolas